# Сесійний музикант

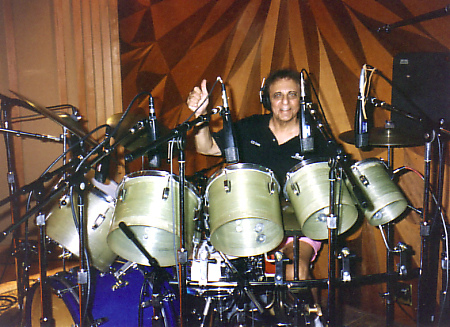
Сесійний музикант (на фото 1995 року) вважається одним із найпродуктивніших ударників в історії рок-н-ролу, який «безумовно, зіграв на більшій кількості хітових записів, ніж будь-який ударник в епоху року».

Сесійний музикант (також студійний музикант, або концертний музикант, бек-музикант) — це музикант, якого наймають для участі в живому виступі або для запису пісні або альбому. Сесійні музиканти зазвичай не є постійними або офіційними членами музичного гурту, з яким грають.
Багато сесійних музикантів спеціалізуються на грі на поширених інструментах ритм-секції, як-от гітара, фортепіано, бас-гітара або барабани; інші спеціалізуються на духових, дерев'яних та струнних інструментах. Багато сесійних музикантів грають на кількох інструментах, що дає їм змогу грати ширший діапазон музичних композицій у різних жанрах і стилях. Прикладами такого «резервування» є контрабас та електрична бас-гітара, акустична гітара та мандоліна, фортепіано та акордеон, саксофон та дерев'яні духові інструменти тощо.
Сесійних музикантів залучають, коли певні музичні навички потрібні на короткостроковій основі. Зазвичай студії звукозапису запрошують сесійних музикантів для запису фонограм для інших музикантів під час сесій і живих виступів; запису музики для реклами, кіно, телебачення і театру.
У 2000-х роках терміни «сесійний музикант» і «студійний музикант» стали синонімами, хоча в минулі десятиліття студійним називали музиканта, пов'язаного з певною звукозаписувальною компанією, студією звукозапису або розважальним агентством.
Сесійні музиканти рідко досягають популярності в мейнстрімі як солісти або лідери гуртів. Однак у музичній індустрії професійні сесійні музиканти добре відомі, а деякі з них стали публічно відомими — наприклад, Wrecking Crew, Muscle Shoals Rhythm Section та The Funk Brothers, які працювали з Motown Records.

## Визначення
Сесійні музиканти можуть грати в широкому діапазоні жанрів або спеціалізуватися на певному жанрі (наприклад, кантрі, джаз тощо). Деякі сесійні музиканти з класичною музичною освітою спеціалізуються на записі музики до фільмів. У межах певної жанрової спеціалізації бувають ще вужчі підспеціалізації — наприклад, серед сесійних музикантів-трубачів існує підспеціалізація «спеціаліст із високих нот».
Розклад роботи сесійного музиканта часто залежить від умов, встановлених музичними спілками або асоціаціями, які зазвичай встановлюють правила щодо розкладу виступів (наприклад, щодо тривалості сесії та перерв). Сесія може тривати як один день, якщо записується коротка демопісня, так і кілька тижнів, якщо записується альбом або музика до фільму.
Умови оплати праці часто визначають асоціації та спілки музикантів; деякі музиканти можуть отримувати мінімальну ставку, встановлену профспілкою. Сесійні музиканти, які мають великий попит, можуть заробляти набагато більше. Профспілкові ставки можуть бути різними залежно від того, який запис здійснюється — музичний чи для кіно/телебачення. Хоча ставки для кіно/телебачення найчастіше нижчі, можуть також існувати залишкові виплати для компенсації за повторні покази, продаж DVD, використання в стрімінгових сервісах тощо.
Передбачається, що студійні музиканти мають інструменти професійного рівня, які перебувають у хорошому стані, але сесійним музикантам часто доводиться приносити на запис власні інструменти. У деяких випадках студія звукозапису може надати великі та/або важкі інструменти, як-от рояль, орган Гаммонда, колонки Леслі тощо. Іноді сесійні музиканти приносять деякі інструменти або музичне обладнання і використовують їх разом з інструментами, наданими студією, — наприклад, клавішник може принести синтезаторну стійку і підключити її до студійного сценічного піаніно з MIDI-контролером, або, якщо в студії є вибір відомих підсилювачів басів і акустичних кабінетів, басисту достатньо принести лише бас-гітари та процесори ефектів.
Вимоги щодо знання нотної грамоти, вміння грати з аркуша, імпровізувати та/або грати на слух варіюються залежно від типу сесії звукозапису та жанрів виконуваної музики. Найчастіше від класичних і багатьох джазових та поп-музикантів очікується, що вони читатимуть ноти та гратимуть з аркуша. У джазі, рок-музиці та багатьох жанрах популярної музики від виконавців часто очікують вміння читати акорди та імпровізувати для створення акомпанементу та соло. У кантрі-музиці від виконавців очікують знання таблиць Нешвільської номерної системи та імпровізації під час акомпанементу і соло. У багатьох стилях традиційної та народної музики від виконавців очікується вміння грати на слух.
Від сесійного музиканта вимагається тонке відчуття стилю гри та знання особливостей, використовуваних у різних жанрах. Наприклад, саксофоніст, який грає переважно джаз, повинен знати ритм-енд-блюз, якщо його попросять імпровізувати соло в цьому стилі. Так само бас-гітарист, якого попросили імпровізувати «крокуючу» басову партію в пісні в стилі рокабілі, повинен знати стандартні лінії та кліше, що використовуються в цьому жанрі.
Незалежно від стилю, у якому грають сесійні музиканти, деякі якості є універсальними: пунктуальність у прибутті на сесію; ритмічна й інтонаційна точність; вміння грати в гурті та узгоджувати свою гру з іншими виконавцями; готовність слухати вказівки лідерів гуртів, музичних директорів і музичних продюсерів; наявність гарного музичного смаку щодо вибору музичних орнаментів і фразувань.